# Interfixo
Interfixo é o afixo que ocorre entre  duas formas de base  ou entre uma forma de base e um sufixo. 
Semanticamente, os interfixos são vazios; têm um caráter meramente morfológico, com um papel funcional, sobretudo  fonológico, evitando o aparecimento de hiatos ou preservando a identidade morfológica da base.
Em português, os casos mais frequentes de interfixação ocorrem com as chamadas consoantes e vogais de ligação, como o z, em cafezinho; o i, em rabirruivo e  fumívoro; o l, em tecelão e chaleira.